# Zhezdi Aūdany
Zhezdi Aūdany är ett distrikt i Kazakstan.   Det ligger i oblystet Qaraghandy, i den centrala delen av landet, 400 km sydväst om huvudstaden Astana.